# Gertrude Short

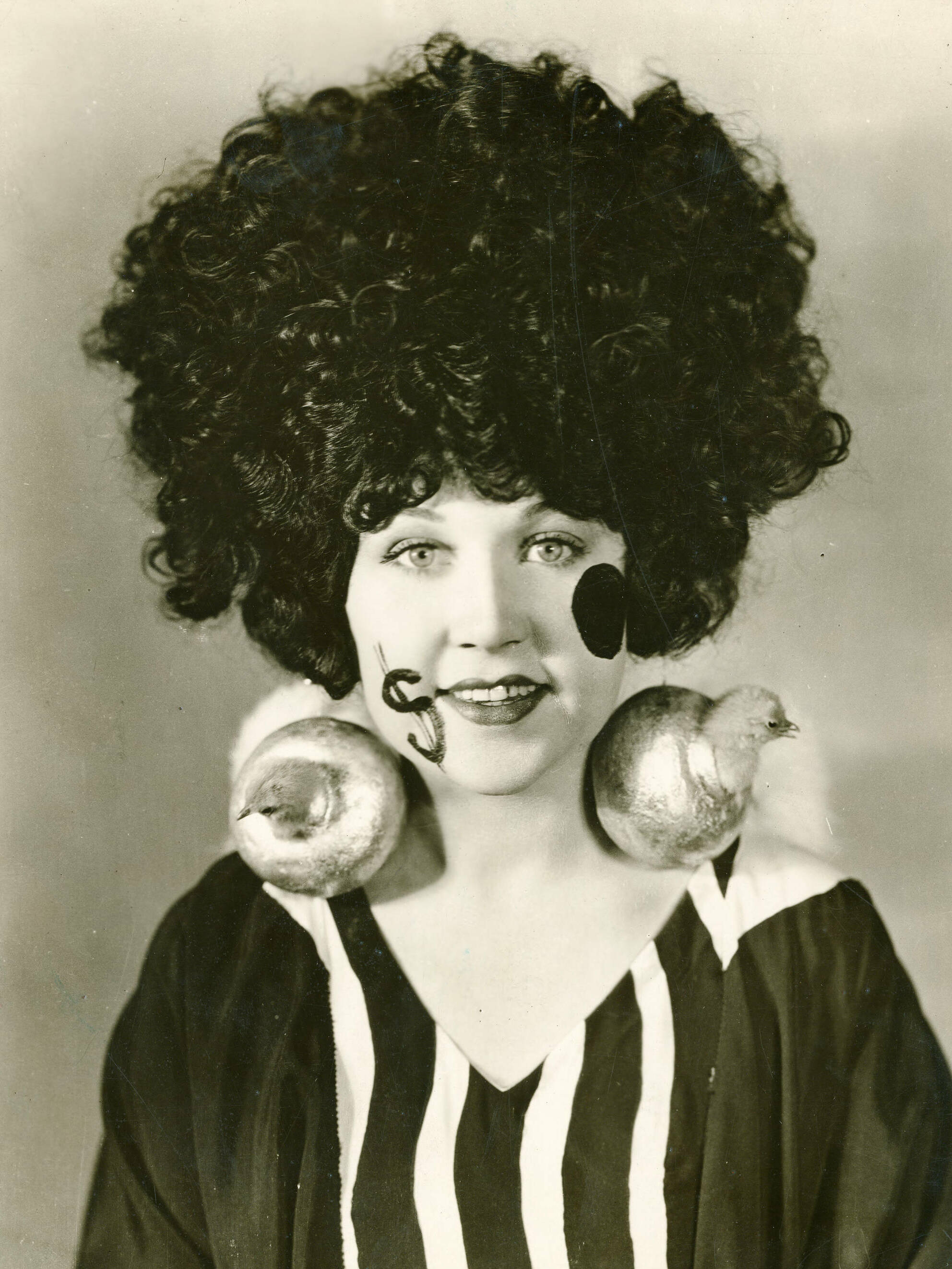
Gertrude Short, 1925

Gertrude Short (6 de abril de 1902 – 31 de julho de 1968) foi uma atriz norte-americana. Ela apareceu em 132 filmes entre 1912 e 1945.
Nasceu em Cincinnati, Ohio e faleceu em Hollywood, Califórnia, vítima de um ataque cardíaco. Ela tinha 66 anos de idade.

## Filmografia selecionada
- The Sea Urchin (1913)
- The Honor of the Mounted (1914)
- The Embezzler (1914)
- The Cowboy and the Lady (1915)
- The Little Princess (1917)
- The Only Road (1918)
- Riddle Gawne (1918)
- In Mizzoura (1919)
- You Never Can Tell (1920)
- Leap Year (1921)
- Fool's Paradise (1921)
- Rent Free (1922)
- Headin' West (1922)
- The Prisoner (1923)
- The Narrow Street (1925)
- Ladies of Leisure (1926)
- The Masked Woman (1927)
- The Show (1927)
- Tillie the Toiler (1927)
- Gold Diggers of Broadway (1929)
- Bulldog Drummond (1929)
- Take 'em and Shake 'em (1931)
- Gigolettes (1932)
- Niagara Falls (1932)
- The Thin Man (1934)
- Penny Wisdom (1937)